# Aeroporto di Agordat
L'aeroporto di Agordat è un aeroporto (ICAO: HHAG) situato a 626 metri di altezza che serve Agordat in Eritrea.
Alla fine di settembre 1935 ospitava la 41ª Squadriglia della Regia Aeronautica che al 10 giugno 1940 disponeva di 6 Caproni Ca.133 nell'ambito dell'Africa Orientale Italiana.